# Anissa Rawda Najjar
Anissa Rawda Najjar (26 juin 1913 - 14 janvier 2016) était une féministe libanaise, cofondatrice de l'association pour le bien-être rural (Jam'iyat In'ash Al-Qarya).

## Début dans la vie
Anissa Rawda (dite « Raouda », ou « Rawdah ») est née à Beyrouth, la fille de Salim Anis Rawda et Zalfa Amine Najjar. Sa sœur cadette, Saloua Raouda Choucair est devenue une célèbre peintre et sculpteur.
Elle fait ses études dans une école de filles à Beyrouth puis a terminé son cycle d'études en sociologie à l'Université Américaine de Beyrouth en 1936.
Elle considérée comme l'une des premières journalistes arabes lorsqu'elle écrit dans Al Ahliyah en 1931.

## Carrière
Najjar milite pour l’amélioration de la qualité de vie de la femme bédouine et rurale. Elle travaille pour l'établissement d'écoles et de cliniques accessibles aux familles rurales. En 1953, elle fonde avec Evelyne Bustros l'association pour le bien être rural, qui a pour but de lutter contre l'alphabétisation et la création d'opportunités de travail pour les femmes rurales au Liban. Elle créé un certificat, le « Rural Brevet », comme une incitation pour les femmes à participer aux activités de l'association, dont des ateliers pratiques de formation autour de l'alphabétisation, de la nutrition, de l'hygiène et de l'agriculture ; le programme s'est rapidement élargie pour inclure du contenu sur des sujets généraux tels que la littérature, la politique, la musique, et la religion. L'association fonde aussi plusieurs écoles dans le sud du Liban.
Elle sert également comme secrétaire du Conseil libanais des femmes, et en tant que secrétaire général de l'Orphelinat de la communauté Druze à partir de 1948 ; elle participe également à la fondation de la ligue Libanaise pour la bonne économie domestique.
En dehors du Liban, au cours de la seconde Guerre Mondiale, elle a été directrice de deux écoles de filles en Irak pour cinq ans. Elle a souvent été délégué officiel à des conférences internationales sur les femmes, y compris celles l'UNESCO, représentant des femmes Libanaises. Elle a participé à la Troisième conférence mondiale sur les femmes , en 1985, à Nairobi, et à la Quatrième conférence mondiale sur les femmes en 1995, à Pékin. Elle contribue à la fondation du Chapitre Libanais de la Ligue internationale des femmes pour la paix et la liberté en 1961, et a été élu vice-présidente de l'organisation internationale en 1977 et 1983.
Elle meurt en l'âge de 102 ans en janvier 2016.

## Hommages
Un timbre à son effigie est édité en 2014, peu avant son 100e anniversaire.